# 안고 싶어
《안고 싶어》(抱きしめたい 真実の物語, Dakishimetai: Shinjitsu no Monogatari, I Just Wanna Hug You)는 일본에서 제작된 시오타 아키히코 감독의 2014년 드라마, 멜로/로맨스 영화이다. 키타가와 케이코 등이 주연으로 출연하였다. 일본에서 2월 1일 개봉되었다. 노래는 2014년 1월 싱글 발매되었으며 일본레코드협회에 의해 플래티넘 인증을 받았다.

## 출연

### 주연
- 키타가와 케이코
- 니시키도 료

### 조연
- 카미지 유스케
- 사이토 타쿠미
- 히라야마 아야
- 사토 에리코
- 사토 메구미
- 쿠보타 마사타카
- 테라카도 지몬
- 츠노가에 카즈에
- 쿠니무라 준
- 후부키 준